# Абант
Вижте пояснителната страница за други личности с името Абант.
Абант или Аманд (на латински: Abantus, Amandus) е римски командир, адмирал на флота от 4 век.
Абант служи през 324 г. при император Лициний в гражданската война (306–324) против неговия противник Константин. Когато Лициний след загубената Битка при Адрианопол е обкръжен в Византион, Абант заема позиция с 200 кораба в Хелеспонт на Дарданелите, където се опитва да попречи на обединението на обсаждащата войска и флотата на Константин.
През юли 324 г. Абант e победен при Калиполис, където се състои морската Битка при Калиполис с флотата на Константин под командването на неговия син Крисп. Според Зосим вечерта силите се прбират в своите пристанища. На другия ден силна буря унищожава корабите на Абант. Вероятно Абант е убит.
След битката Лициний се оттегля през Византион с войската си в Мала Азия.
Константин I попеждава Лициний за последен път на 18 септември 324 г. в Битката при Хрисополис до Халкедон в Мала Азия, след което е единственият император на империята.
При Салона е намерен надпис, който се отнася вероятно за този Абант.